# Scotargus numidicus
Scotargus numidicus là một loài nhện trong họ Linyphiidae.
Loài này thuộc chi Scotargus. Scotargus numidicus được Robert Bosmans miêu tả năm 2006.